# Jouko Lindgren
Jouko Lindgren, född den 15 april 1955 i Helsingfors, är en finländsk seglare.
Han tog OS-brons i 470 i samband med de olympiska seglingstävlingarna 1980 i Moskva.